# Neohebestola vitticollis
Neohebestola vitticollis là một loài bọ cánh cứng trong họ Cerambycidae.